# Podocarpus neriifolius
Podocarpus neriifolius é uma espécie de conífera da família Podocarpaceae.
Pode ser encontrada nos seguintes países: Brunei, Camboja, China, Fiji, Índia, Indonésia, Laos, Malásia, Myanmar, Nepal, Papua-Nova Guiné, Filipinas, Ilhas Salomão, Tailândia e Vietname.